# Viitasaari (ö i Norra Savolax, Varkaus)
Viitasaari är en ö i Finland. Den ligger i sjön Sorsavesi och i kommunen Leppävirta i den ekonomiska regionen  Varkaus ekonomiska region  och landskapet Norra Savolax, i den centrala delen av landet, 290 km nordost om huvudstaden Helsingfors. Öns area är 1,06 kvadratkilometer och dess största längd är 2,3 kilometer i nord-sydlig riktning.